# 若林站 (東京都)
若林站（日语：／ Wakabayashi eki */?）位於日本東京都世田谷區若林四丁目，是東急電鐵世田谷線的停留場。車站編號是SG03。

## 歷史
- 1925年（大正14年）1月18日 - 開業。
- 1939年（昭和14年）10月16日 - 改稱玉電若林站。
- 1969年（昭和44年）5月11日 - 改稱若林站。
- 2001年（平成13年）2月11日 - 開始進行月台提升工程。

## 車站構造
對向側式月台2面2線地面車站。平日早上尖峰時段的上行月台有職員駐守，負責收取車費。
上行月台近三軒茶屋入口曾經有商店營業。

### 月台配置
| 月台 | 路線     | 方向 | 目的地             |
| ---- | -------- | ---- | ------------------ |
| 南側 | 世田谷線 | 下行 | 上町、下高井戶方向 |
| 北側 | 世田谷線 | 上行 | 三軒茶屋方向       |

（來源：東急電鐵:車站構內圖 （页面存档备份，存于））

## 利用狀況
官方未公布本站的乘車人數。世田谷線全線的乘車人數請參照東急世田谷線#使用情況。

## 車站周邊
- 警視廳少年中心
- 世田谷區役所（日语：世田谷区役所）若林社區營造出差所
- 世田谷若林四郵便局
- 若林稻荷
- 若林天滿宮
- 烏山川（日语：烏山川）綠道
- 東京都道318號環狀七號線（環七通）
- 若林中央商店會
- 天神湯
- Top（日语：トップ (スーパーマーケット)）若林店（超市）

## 若林踏切
本站往三軒茶屋方向有個平交道，東急稱之為「西太子堂5號踏切」，是唯一橫斷環七通的平交道。與一般鐵路平交道不同，此平交道沒有柵欄，而是用交通號誌阻斷車流。運作方式為，電車會先在平交道旁停下，透過軌道上的感應線路傳達指令給交通號誌切換為紅燈，車輛停止行進，接著行人號誌與列車號誌亮起，列車再通過平交道。
若是列車停留在感應區中一定時間以上，為了避免環七通堵塞，汽車交通號誌會改為閃紅燈。此時必須通報警察才能解除閃紅燈。
若林踏切在過去也是使用柵欄的一般平交道，但在環七通交通量逐漸增大的情況下，1966年（昭和41年）改為現行形式。
1972年（昭和47年）東急提出立體交差化計畫構想，除了東急池上線戶越銀座站 - 旗之台站間（1989年（平成元年）地下化）、東急東橫線多摩川園前站 - 新丸子站間（1986年（昭和61年）高架化），也提出將若林踏切在內的世田谷線西太子堂站 - 若林站區間交通立體化。

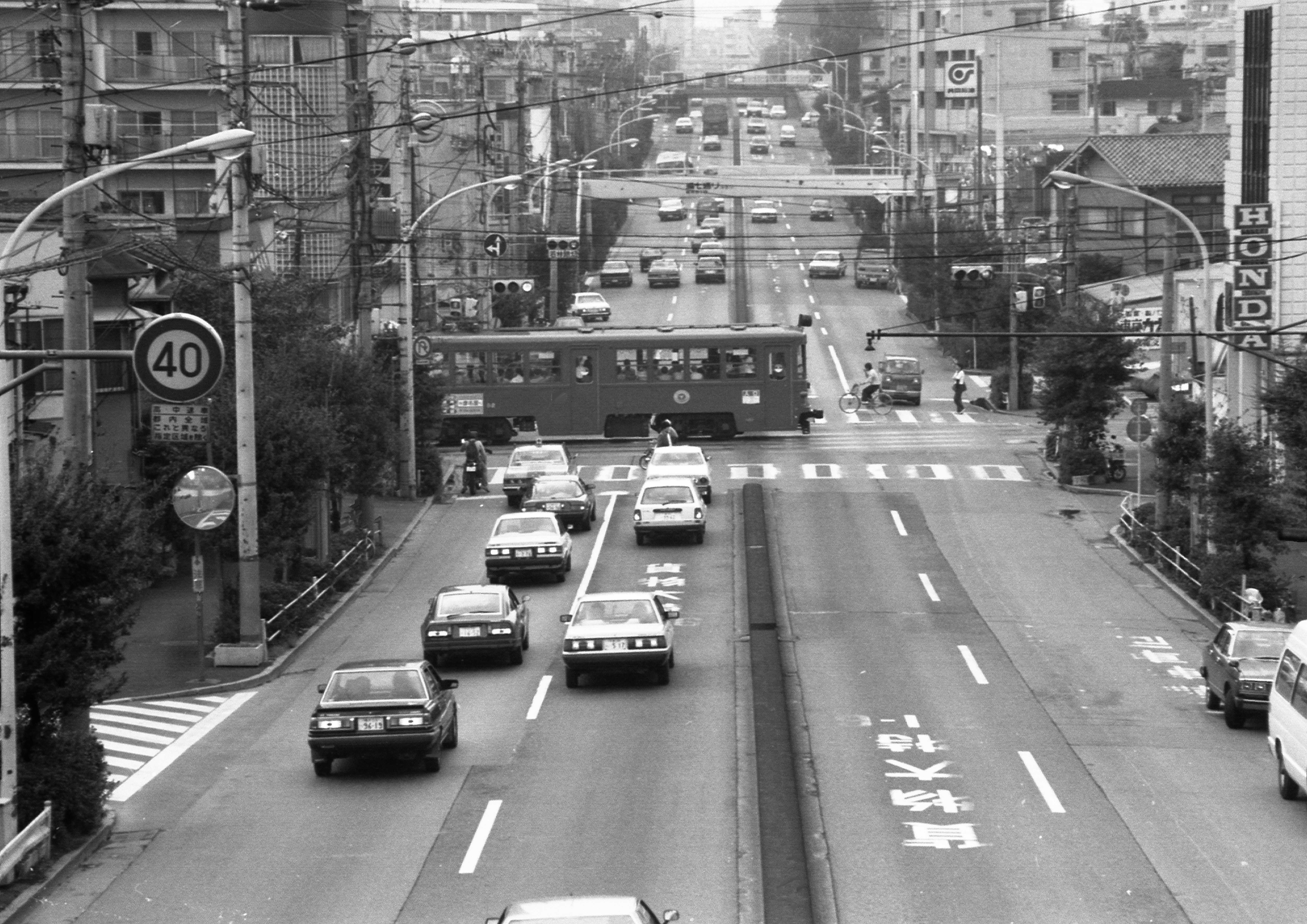
通過若林踏切的世田谷線80形車輛。1985年攝。
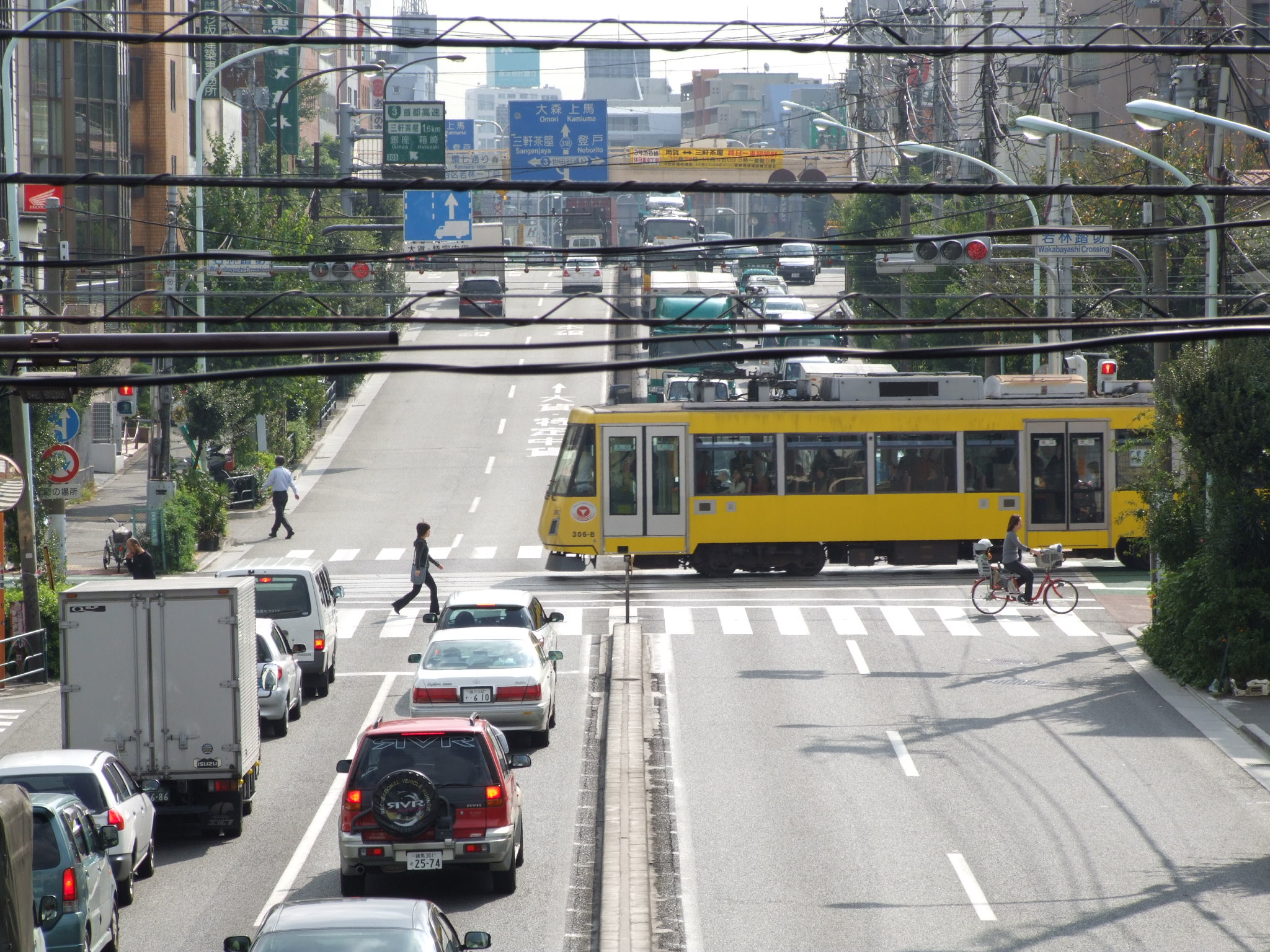
若林踏切。2007年攝。

## 巴士路線
- 若林站前 - 雖名為站前，但是在環七通往上馬方向上。
  - 東急巴士
    - <澀52> 澀谷站（經淡島（日语：東急バス淡島営業所）、東急百貨店本店前（日语：東急百貨店本店））
    - <森91> 新代田站前
    - <澀52> 世田谷區民會館
    - <森91> 大森操車所（經上馬、野澤龍雲寺、長原、馬込站前、大森站山王口）

## 相鄰車站
東急電鐵
 世田谷線
西太子堂（SG02）－若林（SG03）－松陰神社前（SG04）

## 腳注
1. ↑   (PDF). 国土交通省関東地方整備局.   [2017-12-13]. （原始内容存档 (PDF)于2017-12-13）.
2. ↑  「日本路面電車カタログ2011-2012」p26-28 イカロス出版
3. ↑  鉄道ピクトリアル 269号、p.42-46

## 外部連結
- 若林（各站資訊） - 東急電鐵